# Benoît Batraville
Benoît Batraville surnommé « Ti-Benwa » (1877-1920), enseignant et résistant haïtien à l'occupation américaine, exécuté par les Marines.    

## Biographie
Benoît Batraville est né à Mirebalais en 1877. Il est un descendant de Joseph Benoît Batraville, compagnon d'armes de Jean-Jacques Dessalines, premier chef d'État haïtien. Benoît Batraville va devenir un opposant nationaliste contre l'occupation américaine. Contrairement à Charlemagne Peralte, son supérieur, Benoit Batraville est issu d’une famille modeste. Cependant, de par son lien de parenté avec les « Peralte », il avait accès au milieu le plus élevé des élites dirigeantes. Après des études générales, il devient maître d’écoles. L'historien haïtien Roger Gaillard lui attribue ces caractéristiques : « de taille et de musculature moyennes, teint rougeâtre, les cheveux lisses, les yeux bruns et paisibles, toujours correct dans l'habillement et la conduite. Il ne fréquente ni la gaguère, ni les salles de jeu, ni les débits de boisson. Il est presque effacé, se fait avec tout le monde, ce qui explique peut-être le surnom affectueux de « Ti-Benoît ». On ne peut attribuer à Benoît Batraville le titre de Houngan, c’est-à dire prêtre du Vaudou, mais on reconnaît qu'il a été un grand adepte de cette religion. Il portait souvent, comme d’autres chefs cacos, un insigne rouge symbole d’Ogou, dieu guerrier du vaudou.

## Contexte politique

### L'occupation américaine et la resistance armée
Le 28 juillet 1915, alors que l’Europe est en guerre, les forces militaires des États-Unis débarquent en Haïti et occupent le pays jusqu'en 1934. Ils interviennent après une longue période d’instabilité politique qui s’est soldée par le lynchage du président haïtien Vilbrun Guillaume Sam. Les Américains prétextent qu’ils débarquent pour rétablir la paix et protéger les intérêts des étrangers.  En moins de deux mois, ils imposent un président au pays, le citoyen haïtien Sudre Dartiguenave. En septembre 1915, une convention est signée par le gouvernement de Dartiguenave et les représentants de Washington. Elle constitue l’acte diplomatique qui légalise l’occupation et permet du même coup à Washington d’avoir les mains libres sur la majorité des institutions du pays. En fait, au début, les Américains n’ont trouvé presque aucune résistance mais à mesure que l’occupation se précise une armée de rebelles se forme. 
Les nouveaux opposants à l’occupation ce sont des « Cacos ».  Il est difficile de retracer l’origine du mot. Toutefois, il  semble qu'il a été utilisé pour la première fois par les paysans de Vallières qui s’autoproclament ainsi dans leur lutte en 1867. En fait, ce sont des paysans que l’enrôlement périodique dans les armées révolutionnaires a politisé à sa façon. Braves, hirsutes et terribles, ils sont parfois réputés des « sans mamans ». Pilleurs à l’occasion, mais le plus souvent soldats au service d’une cause, ils inspiraient de la frayeur aux élites possédantes de Port-au-Prince qui associaient leur image à celle de la « terreur caco ». Les Américains les appellent des « bandits ».  
En juillet 1916, la mise en application de la loi sur la corvée soulève de nombreuses controverses. C’est une loi en vertu de laquelle les paysans d’Haïti peuvent être requis pour travailler six jours par an pour la réparation ou le maintien des routes dans les sections où ils vivent. Mais, le régime de la corvée avait été abandonné depuis quelque temps déjà avant l’intervention américaine. En 1915, les Américain ont trouvé la campagne haïtienne déjà surpeuplée. On pouvait évaluer la population d’Haïti à 2 500 000, dont 2 300 000 paysans. Ce qui signifie que les paysans étaient ciblés pour être utilisés dans les travaux publics comme mains d’œuvre. En plus, comme la majorité des soldats et fonctionnaires américains envoyés en Haïti venaient du Sud des États-Unis notamment du Mississippi, ils amenaient avec eux leur préjugé de couleur. En ce sens, l'historien haïtien Leslie Manigat souligne que « l’œuvre de l’occupation allait être entachée par le péché originel du rétablissement de la corvée qui fut perçue comme un essai par le blanc de « rétablir l’esclavage du nègre ». En octobre 1917, Charlemagne Peralte, avec ses frères Saul et Saint Rémy accompagnés de 60 hommes, décidaient d'entrer dans la lutte. C’est ainsi qu’ils attaquaient la maison du capitaine américain Doxey à Hinche. En très peu de temps, Peralte et sa bande furent capturés. Le leader est condamné à 5 ans de travaux forcés. Mais, le 3 septembre 1917, il s’échappe de la prison. Réfugié dans la montagne, il commençait à structurer le mouvement. Il s’appuie sur les mauvais traitements subis par les paysans pour les rallier à sa cause. Le 10 novembre 1918, les troupes de Charlemagne attaquaient la ville de Maissade. Soixante cacos ont pris part à cette opération contre dix gendarmes. Cette attaque a causé beaucoup de perte. Les cacos brûlaient la caserne et plusieurs maisons de la ville, détruisaient le réseau téléphonique, puis pénétraient dans l’hôtel de ville et y volaient 700 dollars.
Pendant cette période, le colonel John H. Russell a estimé que Charlemagne péralte comptait environ 5 000 adhérents à son actifs. Lui-même contrôlant les opérations dans le nord, et son lieutenant général, Benoit Batraville, veillait sur tout ce qui se passait sur le haut de l’Artibonite. Après de nombreuses tentatives sans succès visant à capturer Charlemagne Peralte, les marines utilisaient une autre stratégie : l’arme de la trahison. En effet, le leader caco fut trahi par l’un de ses lieutenants, Jean-Baptiste Conzé. Ainsi, les Marines sont arrivés à infiltrer dans son camp et il est capturé et tué par le commandant américain Hermann Hanneken dans la nuit du 31 octobre 1919.

### Les apports de Benoît Batraville à la résistance
La mort de Charlemagne a eu un impact considérable sur les cacos. Il était admis que le leader était invincible. Après sa mort, de nombreux cacos ont déposé les armes. La peur s’installe. Le 2 décembre 1919, à Cabaret, près de Port-au-Prince, quelques généraux cacos se réunissent et désignent Benoit Batraville comme leur nouveau leader. Pour eux, ce nouveau leader porte en lui toutes les qualités nécessaires pour continuer la lutte; c'est un petit paysan besogneux, général constamment à la tête de ses hommes sur le champ de bataille, chrétien et vodouisant de façon également fervente, hougan[1] peut-être, initié certainement et guérisseur de surcroît ». Étant nouveau leader, l’ancien lieutenant général de Charlemagne, décide de transférer le centre de la résistance vers le grand sud du pays pour ainsi attaquer la capitale, Port-au-Prince. En fait, avant même l’assassinat de Charlemagne, le major américain Hill avait prédit que ces nouveaux guerriers, en faisant référence aux bandes de Batraville, n’étaient pas comme ceux du Nord mais des purs et simples bandits. Dans ce cas, le major mettait en question les compétences militaires de Batraville et de sa bande. Le Haut-Commissaire Russel était plus prudent que le major Hill au sujet de Benoit Batraville, le 28 novembre 1919, il écrit dans son journal : « Je crois extrêmement désirable en ce moment de capturer ou d’éliminer cet homme, car il est plus agressif dans ses méthodes, que tous les autres ». Le Haut-Commissaire n’avait peut-être pas tort sur les méthodes utilisées par Batraville. 
Charlemagne Peralte ne possédait pas l’audace de Batraville. Mais, il disposait d’une meilleure intelligence sur le plan de la politique que son successeur ; certainement pas sur le plan de la guérilla. Un ancien secrétaire de Batraville, Claudius Chevry, livre quelques principes clés sur l’organisation de la guérilla: «La mise à mort peut être requise contre tout Caco qui se sera montré indocile. Ainsi, après l'échec de l'attaque de Mirebalais, Benoît Batraville a demandé que Malary (qui avait fait pousser des vivats trop tôt, et alerté l'ennemi), soit passé par les armes. L'état-major obtint que le général soit, de préférence, blâmé publiquement. Dans la guerre caco, la discipline est absolue ».     

### La fin de la résistance et la mort de Benoît Batraville
Le 15 janvier 1920, Batraville à la tête d’un band de cacos pénètrent le quartier de Bel-Air à Port-au-Prince. Selon historien américain H.P. Davis, c’était une débâcle pour les rebelles. S’il est difficile pour lui d’énumérer le nombre de cacos qui y était assiégé, il souligne qu’au moins trois cents ont été tués ou capturés par la gendarmerie. Et, une nouvelle campagne des marines en a appréhendé environ 3 200 autres Très content du succès de cette campagne, huit des hauts gradés qui ont commandé la riposte à l’attaque du 15 janvier sont décorés par le président Sudre Dartiguenave. En avril 1920, dans une nouvelle patrouille dirigée par le lieutenant-colonel américain Lawrence Muth contre les cacos, il est sévèrement touché. Par la suite, selon les témoignages d’un cacos emprisonné, Batraville lui aurait coupé la tête. Le lieutenant-colonel Hooker ajoute qu’ ils lui ont découpé les parties intimes, ont retiré son cœur et son foie, lui ont ouvert le ventre, puis ses intestins et ont prélevé deux grandes lanières de chair dans ses cuisses [...] son cœur et son foie ont été mangés ». Jamais, on n’avait constaté une telle cruauté dans les bandes de Charlemagne Peralte. 
Pourtant, on rencontre aussi ces actes de cruauté dans le camp de la gendarmerie. Avec l’ampleur qu’a prise le mouvement certains prisonniers sont fusillés directement avant même de se présenter par devant une cour qui devait les entendre. En ce sens, différentes plaintes ont été portées contre le général Williams, chef de la gendarmerie. On reproche au général d’avoir assassiné des femmes et des bébés notamment dans le département du Centre. Le 1er novembre 1918, le chef de la Gendarmerie, déclarait au capitaine Lavoie, alors commandant de Hinche, qu'« aucun prisonnier devant être déféré en cour prévôtale n'était désiré, et que s'il y avait, parmi les prisonniers, des cacos ayant été trouvés avec des armes en leur possession, il n’avait qu’à s’en débarrasser ».
La mort du lieutenant-colonel américain Lawrence Muth est considérée comme la dernière action victorieuse de la bande de Batraville.  Le 20 mai 1920,  à Barrière Roche, tout près de Lascahobas, Benoit Batraville est à son tour tombé dans le piège de l’occupant qui exigeait aux paysans de dévoiler le lieu de son refuge. Le leader caco est donc tué et enterré au cimetière de Mirebalais. Ainsi, les Américains arrivaient à mettre fin à la résistance des cacos.